# Encontro das águas
O encontro das águas é um fenômeno natural facilmente visto em muitos rios da Amazônia. Os fatores para isso ocorrer na região variam desde questões geológicas, climáticas, termais ou até mesmo o tamanho ou a acidez dos rios. O mais famoso encontro das águas está localizado na frente da cidade de Manaus, entre os rios Negro e Solimões, sendo uma das principais atrações turísticas da capital amazonense.
O fenômeno também ocorre em outras cidades do Brasil, como em Santarém, no Pará, com o encontro das águas dos rios Tapajós e Amazonas, em Tefé no estado do Amazonas, entre os rios Tefé e Solimões e em Tapauá, Amazonas, o fenômeno também é visto na frente da cidade com o encontro dos rios amazônicos do Purus e Ipixuna, além de muitos outros municípios do interior da Amazônia brasileira e da Amazônia internacional como em Iquitos, Peru, e em outras localidades da Amazônia hispânica. 
Em homenagem a esse fenômeno, o arquiteto Oscar Niemeyer elaborou um projeto de monumento ao encontro das águas, ainda em projeto em Manaus, foi uns de seus últimos trabalhos antes de seu falecimento.